# Erwin Wurm

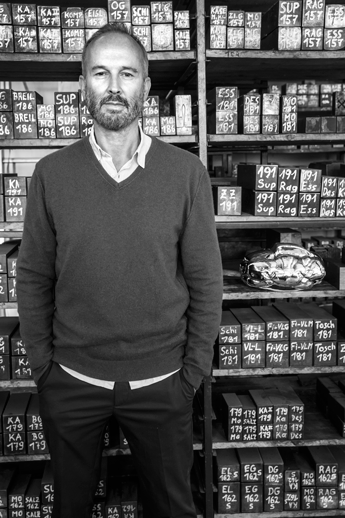
Erwin Wurm, 2014

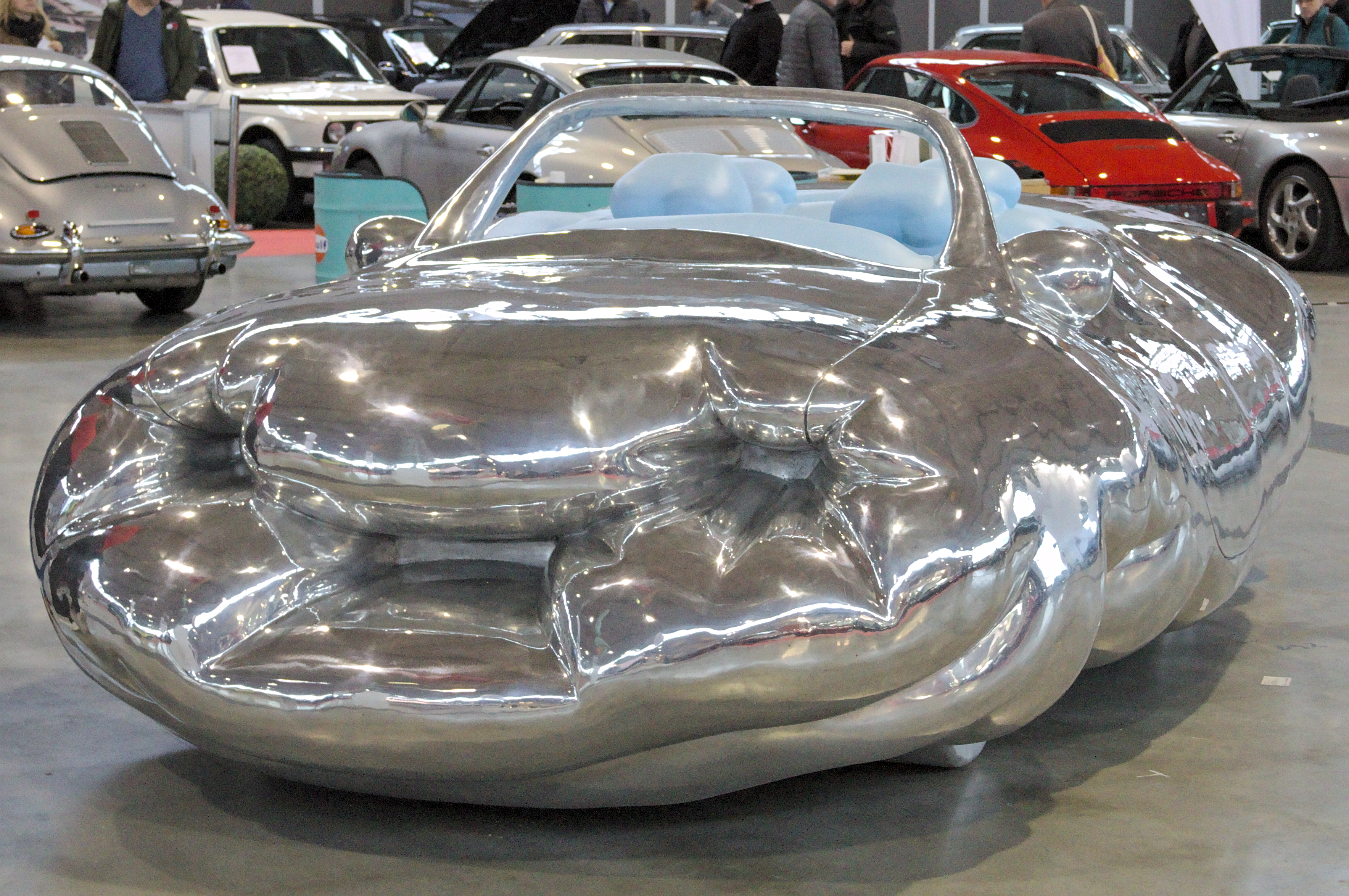
Fat car, 2020

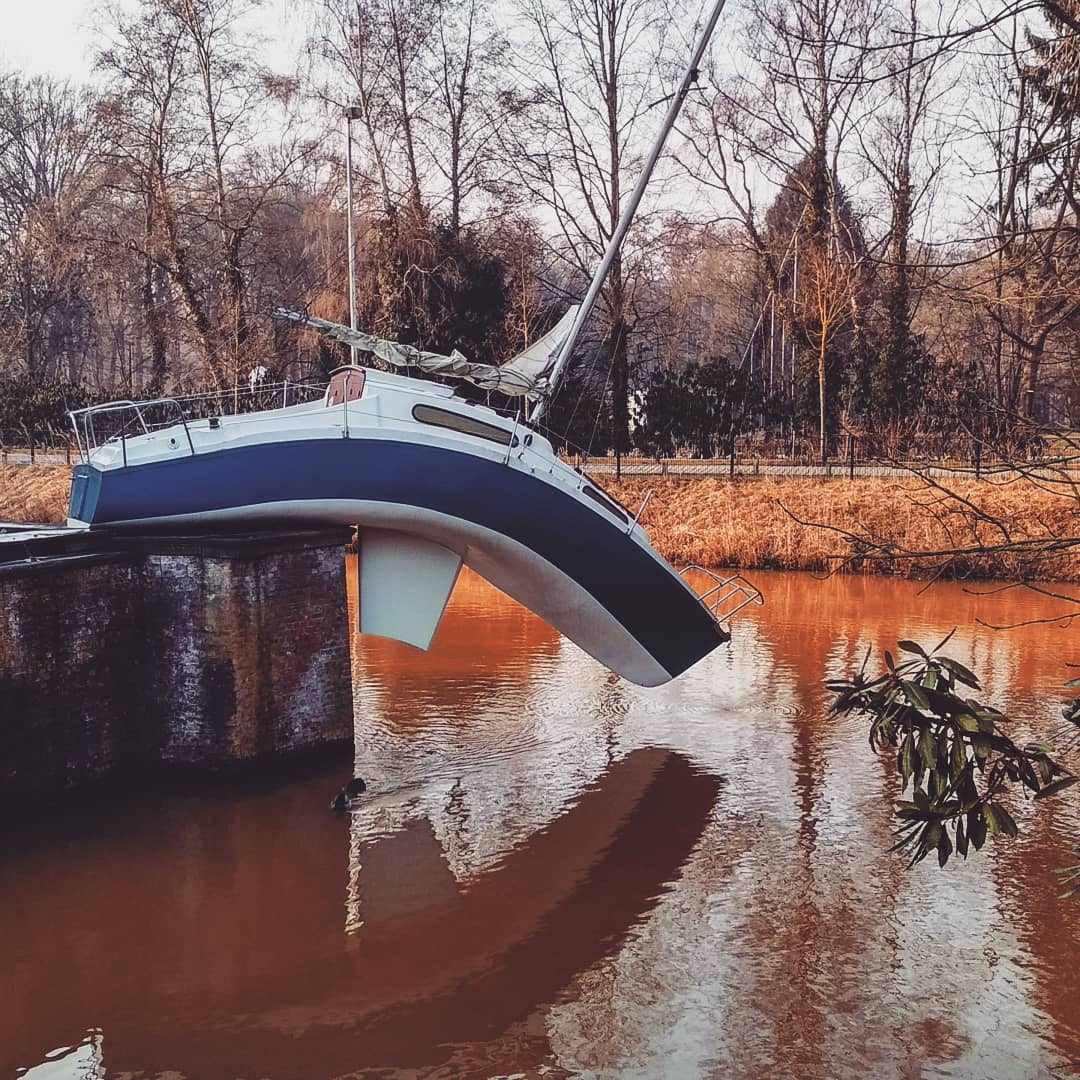
Misconceivable, 2020

Erwin Wurm (* 27. července 1954, Bruck an der Mur, Štýrsko, Rakousko) je rakouský umělec a fotograf. Žije a pracuje ve Vídni a Limbergu v Rakousku.

## Životopis

### Filozofie
V The Artist Who Swallowed the World Wurm uvádí: „Zajímám se o každodenní život. Mohly by být užitečné všechny materiály, které mě obklopují, stejně jako předměty a témata, která jsou součástí současné společnosti. Moje práce hovoří o celé entitě lidské bytosti: fyzické, duchovní, psychologické a politické.“
Wurm je známý svým humorným přístupem k formalismu. O použití humoru ve své práci Wurm v rozhovoru říká: „Pokud přistupujete k věcem se smyslem pro humor, lidé okamžitě předpokládají, že vás nelze brát vážně. Ale myslím si, že k pravdám o společnosti a lidské existenci lze přistupovat různými způsoby. Nemusíte to vždy myslet smrtelně vážně. Sarkazmus a humor vám mohou pomoci vidět věci v lehčím duchu.“
I když jsou obrázky mírně humorné, rozšiřují realitu nebo s ní manipulují způsobem, který může působit rušivě. Wurmova práce zobrazuje manipulované obrazy věcí v každodenním životě, věcí, které vypadají povědomě, ale které se zkreslují. Kusy jako Truck, kde se kamion zatáčí proti budově nebo Narrow House, tenký, klaustrofobický dům, vezměte něco známého pro všechny a zkreslete to zvětšením, zakřivením nebo zeštíhlením. „Často svádím lidi pomocí humoru,“ připouští Wurm. „Chci je přimět, aby se přiblížili, ale nikdy není moc hezké, když se podívají blíže.“
Wurmova práce je často kritická vůči západní společnosti a mentalitě a životnímu stylu jeho dětství v Rakousku po druhé světové válce. Ačkoli jsou Wurmovy sochy vtipné a směšné, ve skutečnosti jsou docela vážné. Jeho kritika je hravá, ale neměla by být zaměňována s laskavostí. Pro své publikum představuje svou kritiku předmětů, jako jsou oděvy, nábytek, auta, domy a předměty každodenní potřeby. Společnými tématy jeho práce jsou nejen náš vztah k banálním každodenním předmětům, ale také filozofové a život v poválečném Rakousku.
V rozhovoru o svých často zmiňovaných tématech přibírání a snižování tělesné hmotnosti a filozofii Wurm uvedl: „Jde o obtížné zvládání života. Ať už s dietou nebo s filozofií“. To, o čem se zde mluví, je to, jak strava a filozofie jsou dvě části našeho každodenního životního stylu: na jedné straně fyzicky a na druhé straně duchovně. V kontextu citátu by se tato „strava“ mohla týkat automobilů nebo oblečení nebo jídla: strava, při které příliš mnoho konzumujete, vám zajistí, že budete existovat v přebytku. Jeho nafouklá díla hovoří o tom, jak lidé kupují věci, které symbolizují vysoký status, s nímž řídí svůj život. Jeho práce se však také zabývá filozofií zaměřením na filozofy, kteří žili v době počátku dvacátého století.

## One Minute Sculptures
Od konce 80. let tvořil dlouhodobou sérii One Minute Sculptures (Minutové sochy), ve kterých sám sebe nebo své modely vystavuje v neočekávaných vztazích s předměty každodenní potřeby, což vede diváka k pochybnostem o samotné definici sochařství. Při tvorbě sochy se snaží použít „nejkratší cestu“ – jasnou a rychlou, někdy vtipnou formu vyjádření. Vzhledem k tomu, že sochy jsou prchavé a mají být spontánní a dočasné, jsou díla zachyceny pouze na fotografiích nebo na filmu.
Chcete-li vytvořit minutovou sochu, musí se divák rozloučit se svými zvyky. Wurmovy pokyny pro své publikum jsou psány ručně v kresleném stylu. Sám Wurm nebo dobrovolník se řídí pokyny pro sochu, která má dát tělu absurdní a směšně vypadající vztah s předměty každodenní potřeby. Kdokoli se rozhodne udělat jednu z Wurmových One Minute Sculptures, drží pózu na minutu nebo na čas potřebný k fotografickému zachycení scény. Tyto pozice se často obtížně drží; I když je minuta velmi krátká, minuta pro One Minute Sculpture může připadat jako věčnost.

## SérieFat Car
Wurm věří, že k vytváření sochy patří přidávání materiálu k objektu, nebo jeho odebírání. Ve svých pracích tak například vrství oblečení přes sebe nebo předměty představuje jako tlusté, obézní nebo nafouknutý.
Wurm pracoval na sérii soch s názvem Fat Car, které zobrazují „nafouklé, obézní sochy v životní velikosti, které jsou vyboulené jako přeplněné pytle“. První z jeho série Fat Car byl vyvinut s designéry Opel, ale nepodařilo se jim dosáhnout takového tvaru, jaký měl Wurm na mysli. K vytvoření požadovaného vzhledu tuku používá umělec polyuretanovou pěnu a polystyren pokrytý lakem. Wurm také vyrobil Fat House v téměř plném rozsahu.
Jeho „tučná“ umělecká díla jsou určena ke kritice konzumní kultury a potřeby západní kultury po hmotných předmětech. Wurm kdysi poznamenal, že mnoho lidí je posedlých tím, že mají větší domy a větší auta, což je přesně to, co v těchto dílech vytváří. Jeho auta a Fat House však nejsou velké v tom smyslu, že by to lidi přitahovalo. Ačkoli tyto kousky vypadají směšně a zábavně, je za nimi velmi ostrá kritika ohledně toho, jak jsou pro umělce vlastníci takových věcí směšní a zábavní.

## Narrow House (Úzký dům)
Erwin Wurm „zmenšil“ dům svých rodičů, aby odrážel mentalitu Rakouska v poválečném období; design domu je typický pro padesátá léta, ale pouze ve zlomku šířky. Dům je vybaven zmenšeným nábytkem. Tento kus byl inspirován Wurmovým dětstvím, protože vyrůstal v 50. a 70. letech v poválečném Rakousku. Vyrůstal a žil se svými rodiči; jeho matka zůstala doma a jeho otec byl policista. Proto bylo obtížné vyjádřit se ve škole i doma. Tento omezený pohled silně ovlivnil Wurmovu uměleckou filozofii a Narrow House je jeho fyzickým projevem. Když diváci procházejí, pociťují napětí a klaustrofobii, které Wurm jako dítě denně prožíval.

## Od pánské velikosti 38 do velikosti 48 za osm dní
Vystavená práce Erwina Wurma From Men's Size 38 to Size 48 in Eight Days (Od pánské velikosti 38 do velikosti 48 za osm dní) jsou stránky z jeho příručky, které vysvětlují Wurmovu každodenní stravu a aktivity každý den, aby během týdne ohromně zvýšil svou tělesnou hmotnost. Kniha obsahuje krátké rady, například „denní zdřímnutí“, „zhluboka dýchat“, „číst nebo ležet u otevřeného okna“. Připojené fotografie také obsahují různé rady, od obsahu jídla po pokojovou teplotu, aby se urychlilo extrémní přibývání na váze. Mnoho nezdravých stravovacích plánů zahrnuje věci jako „dvě láhve piva k obědu, jeden litr červeného vína k večeři a bohaté rakouské sladké recepty, jako je Scheiterhaufen (také známý jako žemlovka), jako plnohodnotný kurz“. Wurm věří, že přibírání nebo hubnutí je prostředkem sochařské práce. Podobně jako jeho One Minute Sculptures, Erwin Wurm využívá lidské tělo k poskytnutí materiálu pro výrobu této sochy. Umělcovým záměrem pro publikum je mít pocit, jako by byla jejich těla naplněna jídlem ze čtení příručky a stala se samotnými sochami. Slouží jako návrat k svépomocným knihám, které idealizují štíhlé a zdravé tělo. Wurmův umělecký proces využití lidského těla s živým akčním prostředkem jako médiem slouží umělcům po celém světě jako základní významotvorná praxe.

## Kulturní vlivy
V hudebním videu Red Hot Chili Peppers „Can't Stop“ z roku 2003 členové kapely provedli pět Wurmových One Minute Sculptures. Na konci videa je značka, která říká, že Wurm byl pro video inspirací. V nedávném rozhovoru pro iTunes je Flea citován jako pořekadlo, že Wurmův obraz muže s tužkou v nose významně ovlivnil video (Flea sám se ve videu objevuje v určitém okamžiku se značkami v nosních dírkách, tužkami v uších a na očích s namalovanou čepicí). Díky popularitě videa zaznamenala Wurmova práce také popularitu.[zdroj?]

## Sbírky a výstavy
Díla Erwina Wurma jsou ve sbírkách po celém světě, včetně Muzea Solomona R. Guggenheima, Peggy Guggenheimovy sbírky, Walker Art Center, Museum Ludwig, Kunstmuseum St. Gallen [ de ], Musée d'art contemporain de Lyon, Muzeum starého a nového umění a Centre Pompidou.

## Galerie

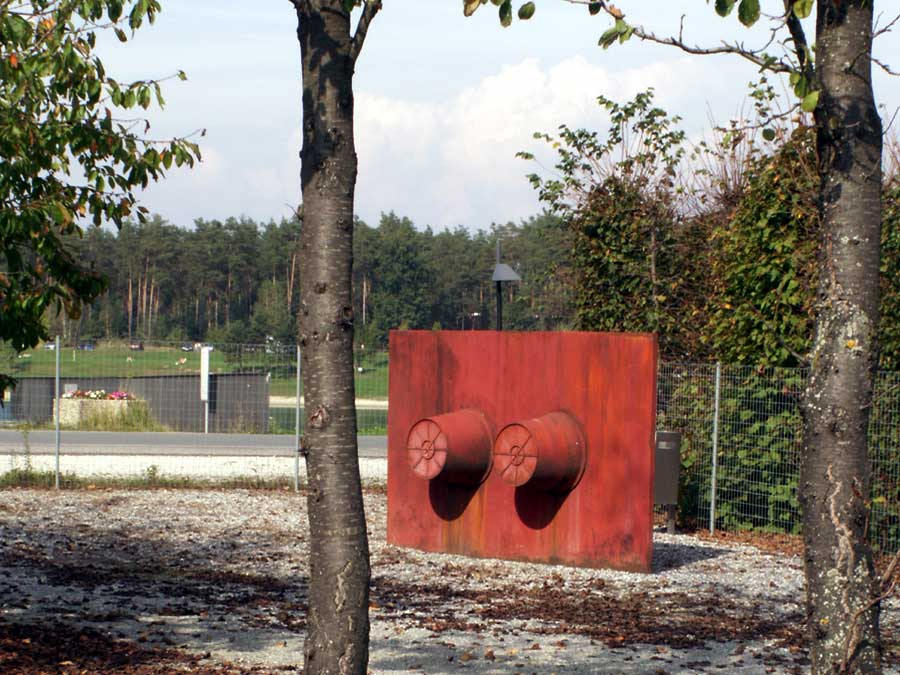
Bunkr, 1987
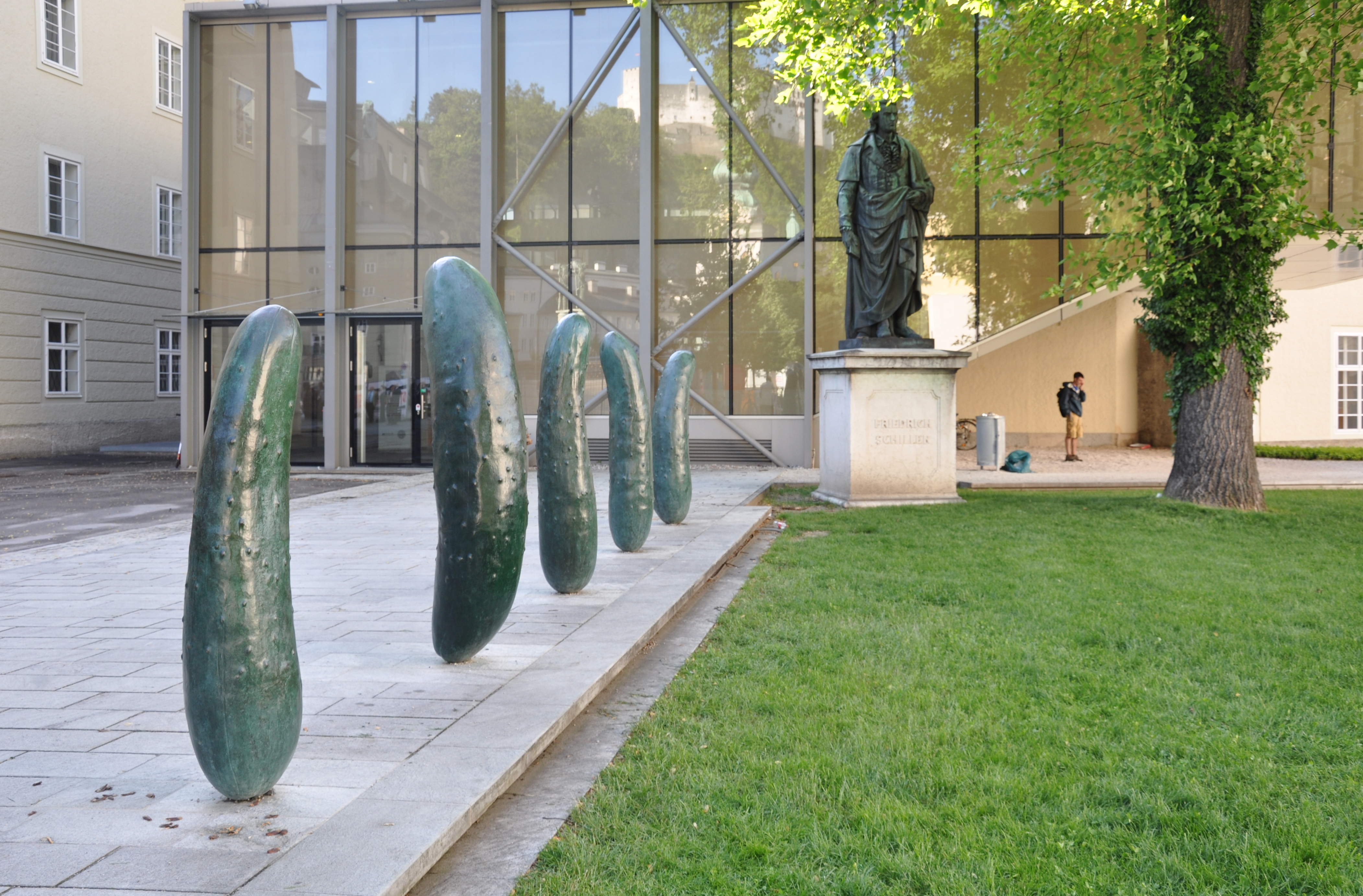
Gurken (Okurky)
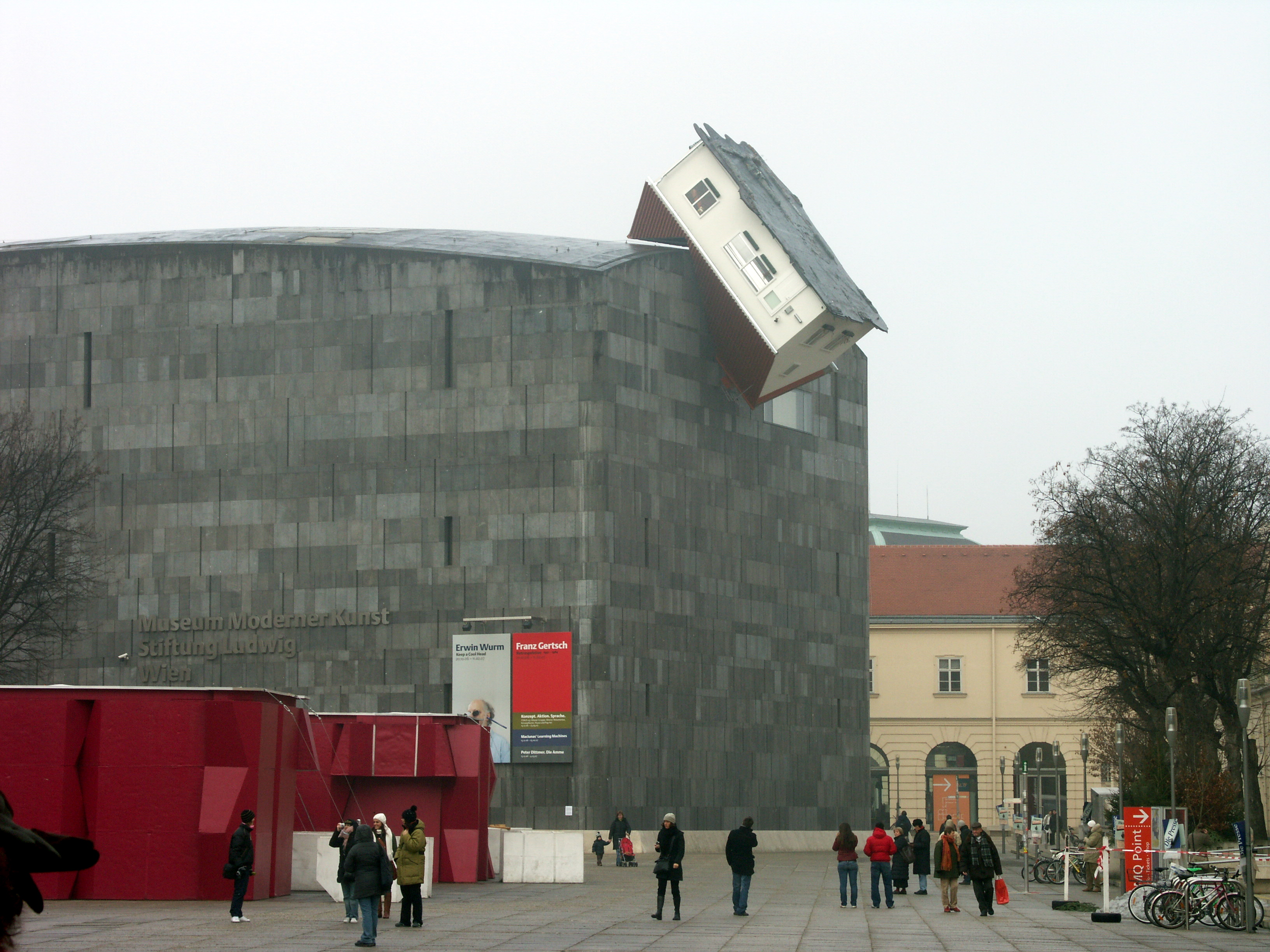
Instalace v Museum Moderner Kunst Stiftung Ludwig Wien
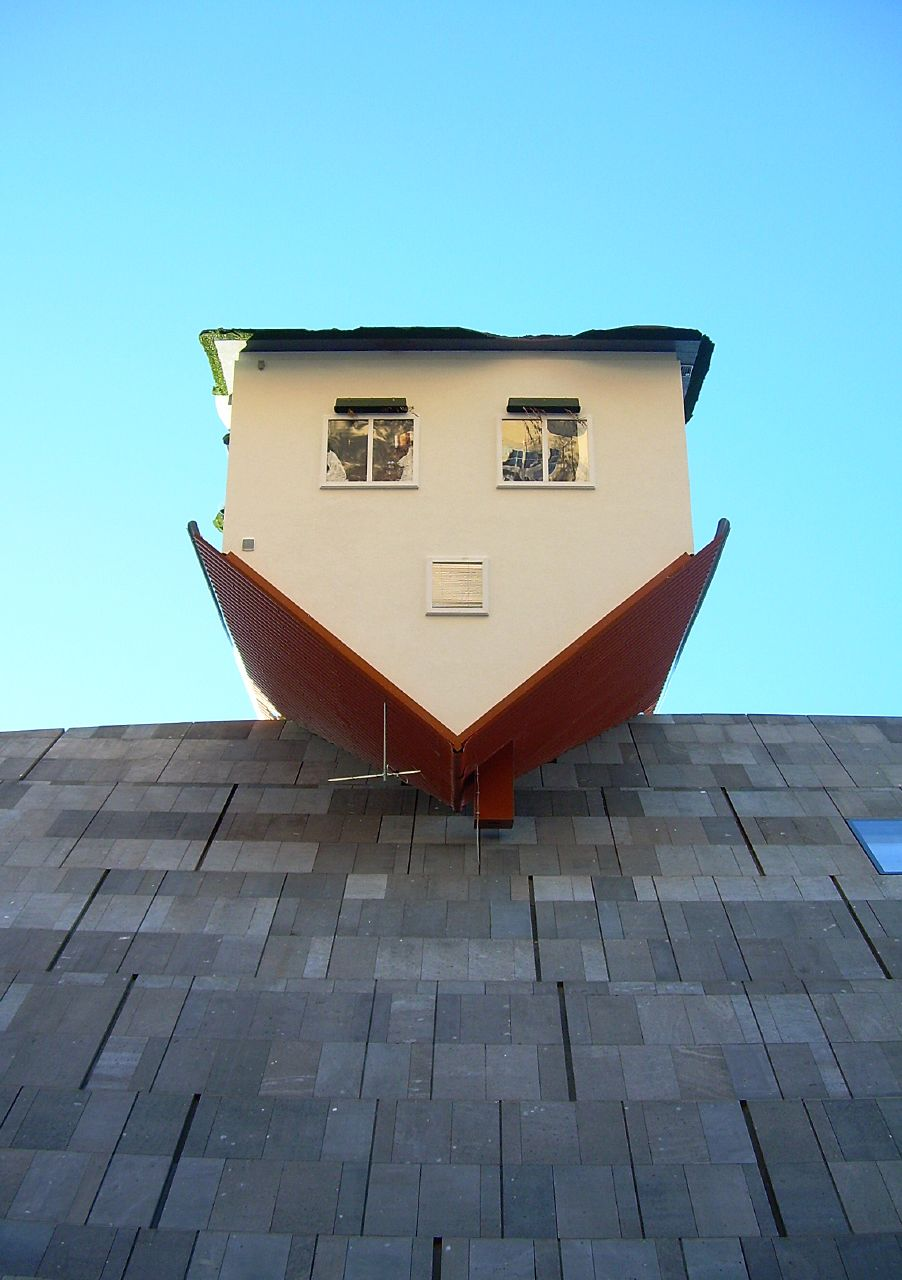
Detail obráceného domu
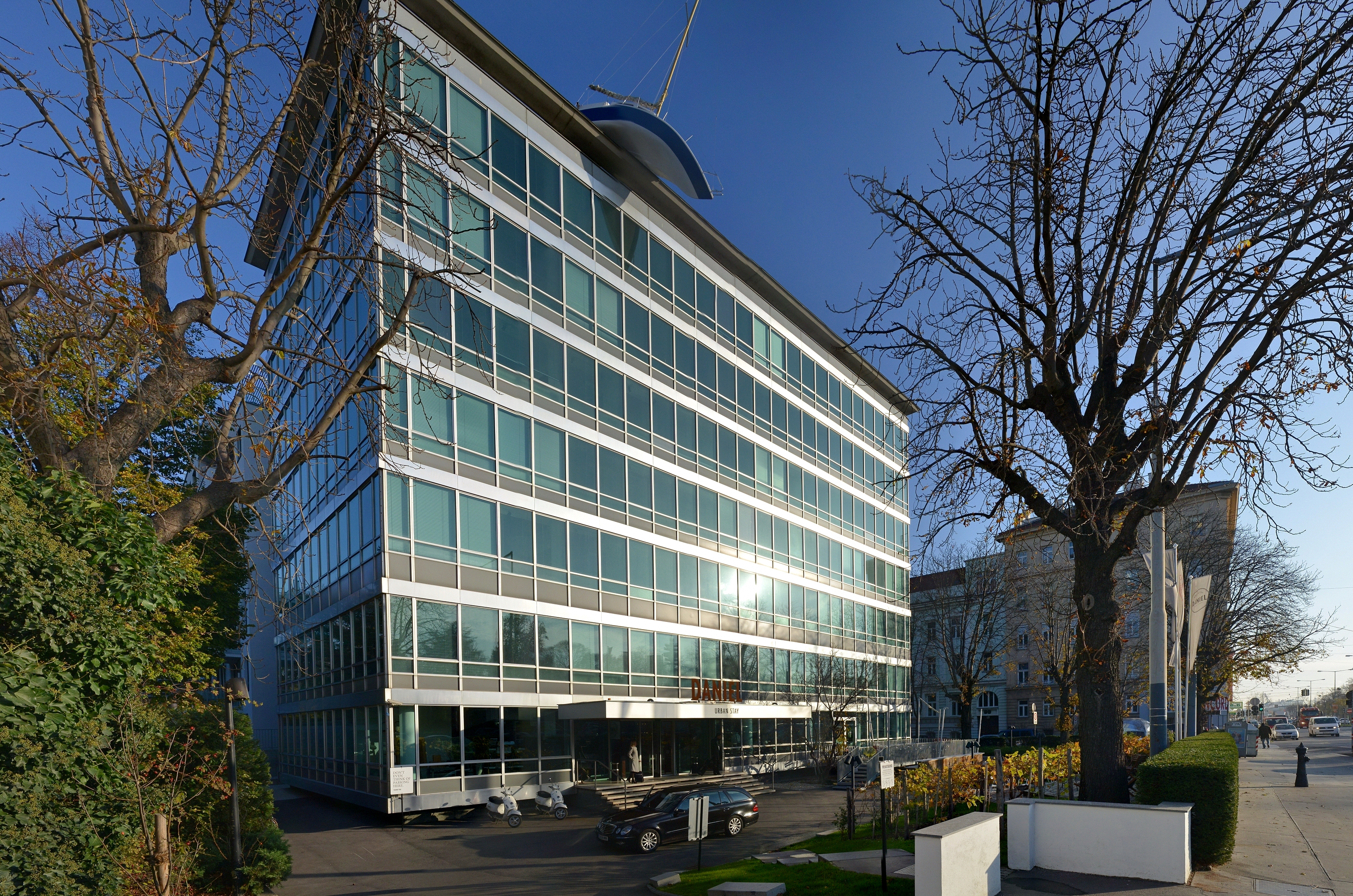
Instalace v hotelu Daniel, Vídeň, Rakousko
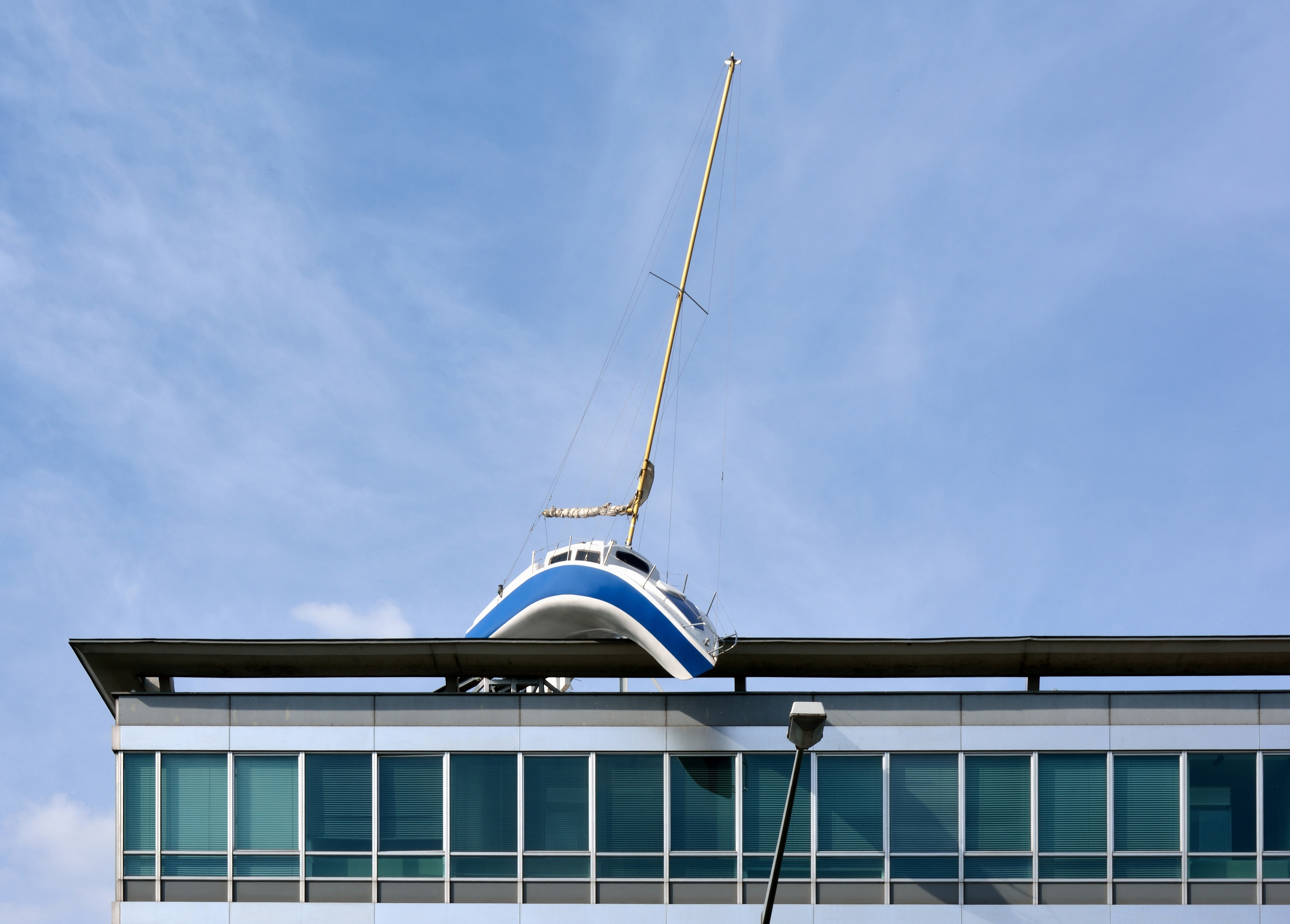
Detail instalace hotelu Daniel
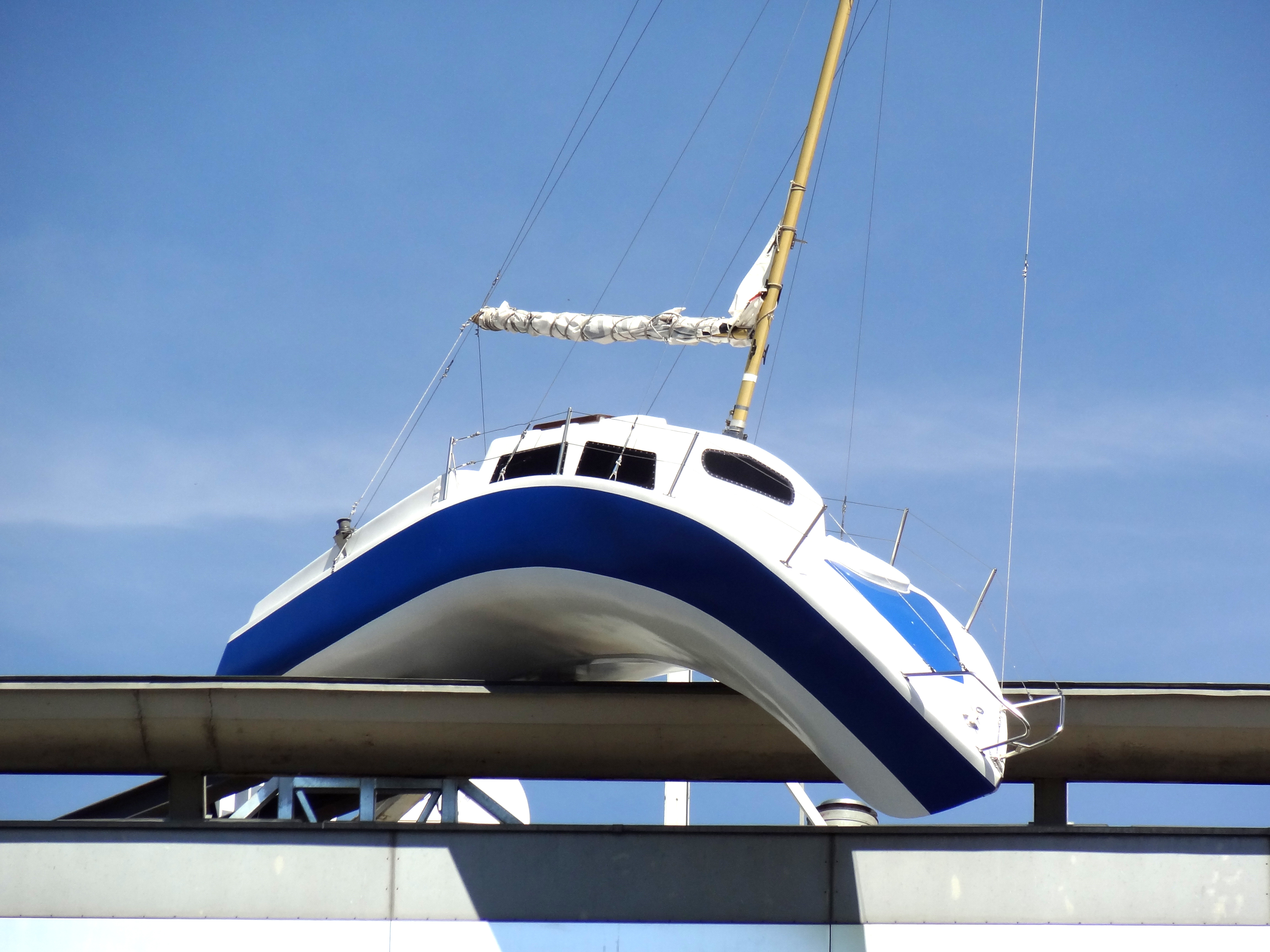
Detail instalace hotelu Daniel
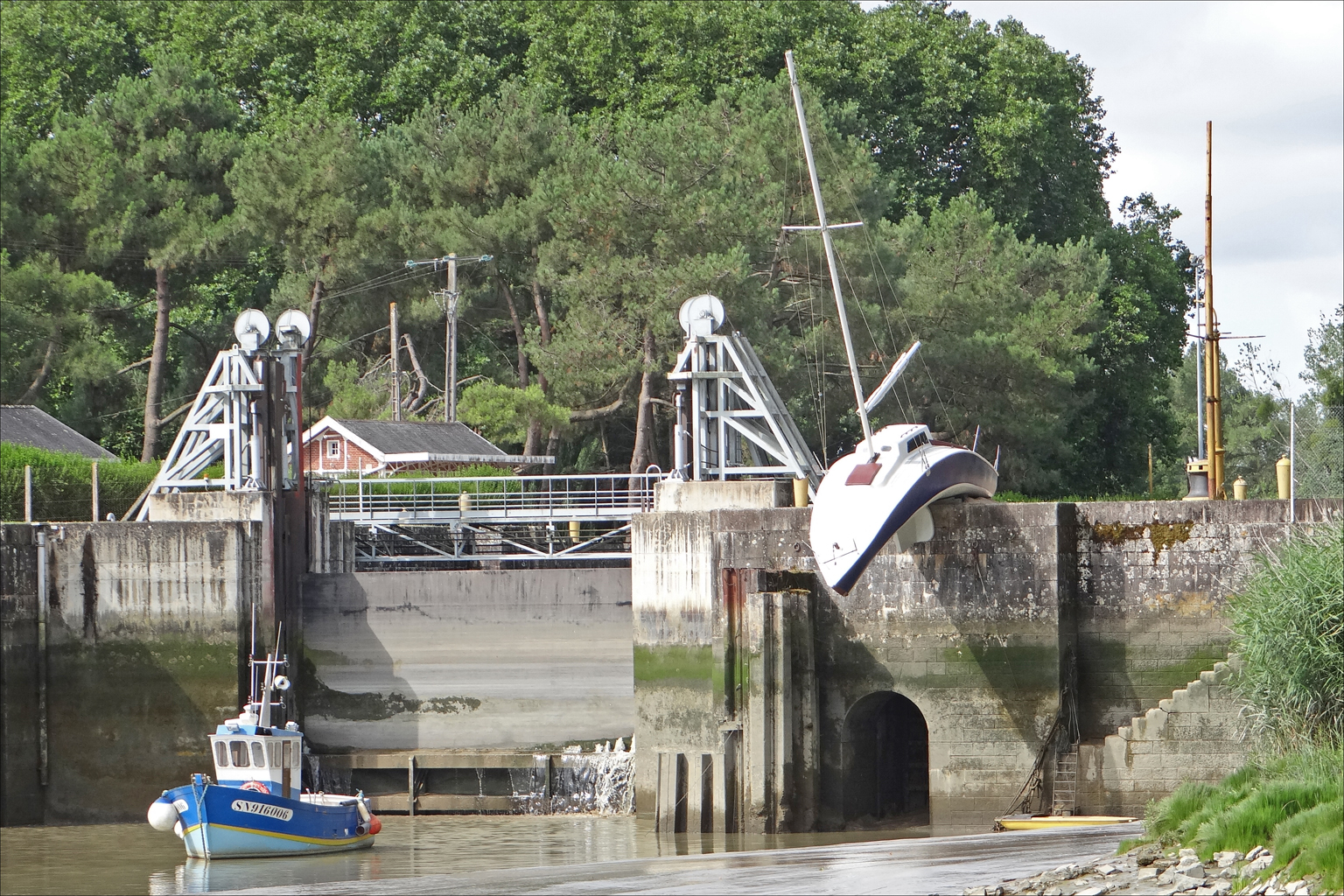
Instalace u plavebního kanálu poblíž Nantes ve Francii
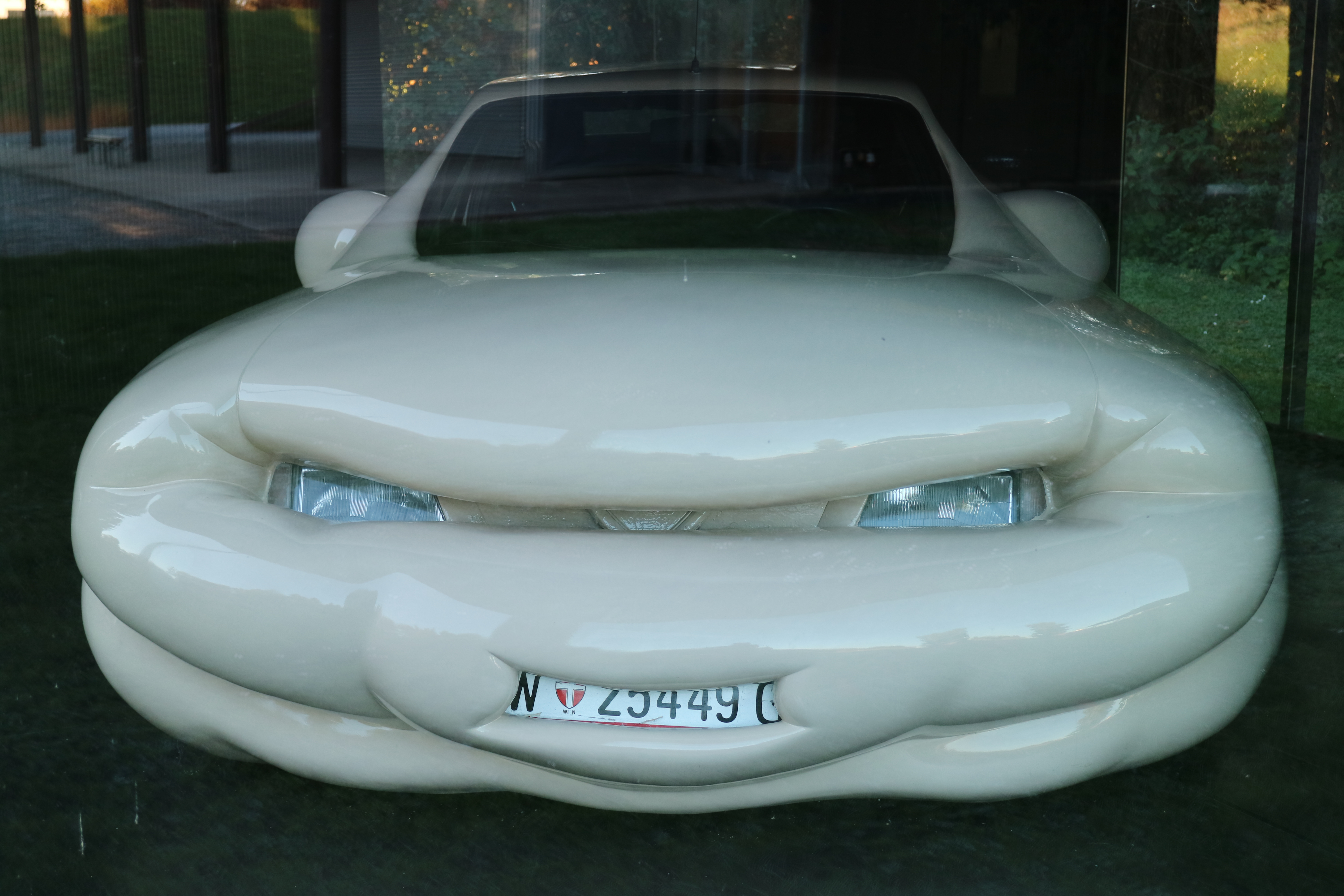
Fat Car, 2001
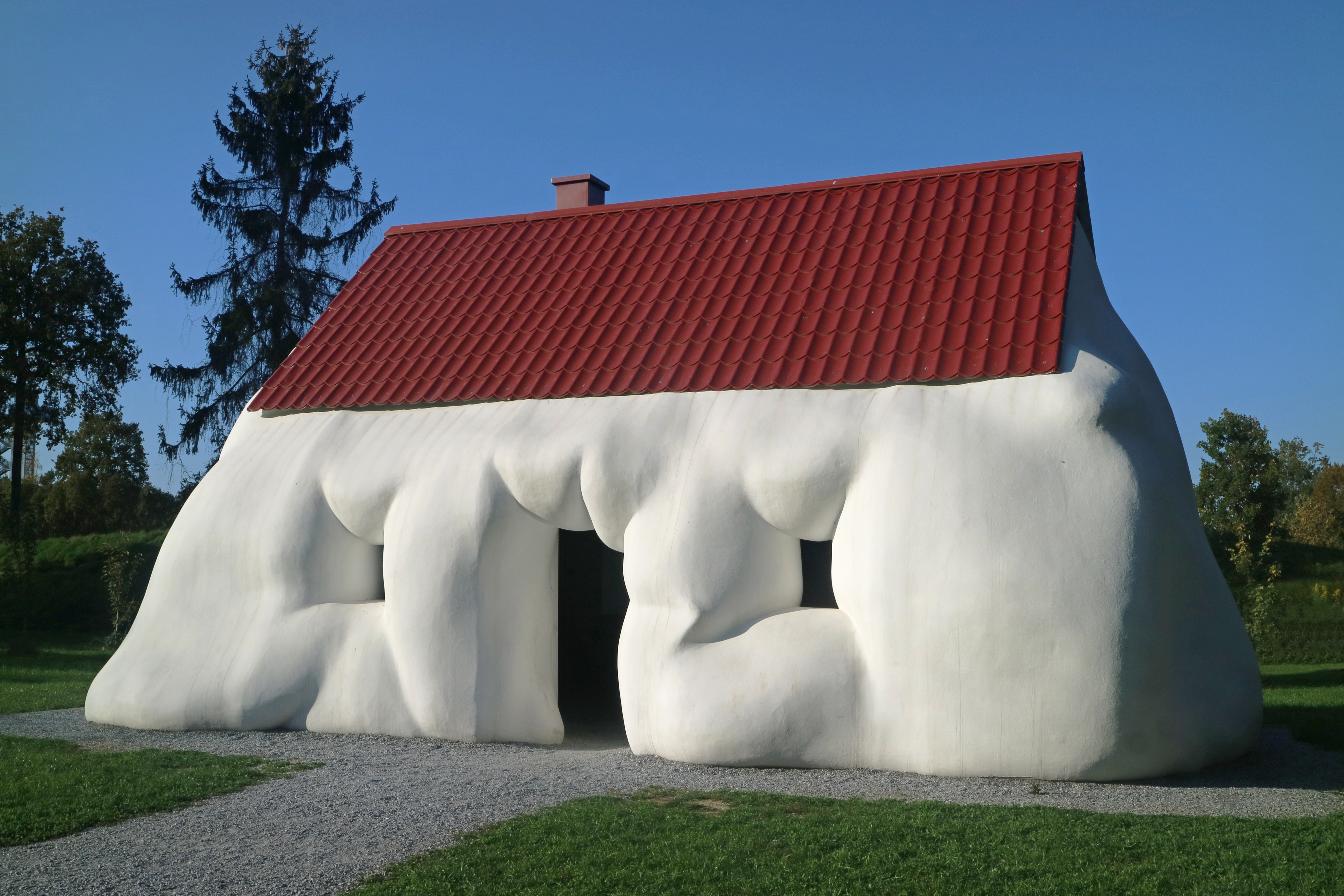
Fat House, 2003